# Număr nonagonal
Un număr nonagonal (sau eneagonal) este un număr figurativ care extinde conceptele de număr triunghiular și număr pătrat până la eneagon (poligon cu nouă laturi). Spre deosebire de numerele triunghiulare și pătrate, modelele implicate în construcția numerelor nonagonale nu sunt simetrice rotațional. Mai exact, al n-lea număr nonagonal este numărul de puncte dintr-un model de n eneagoane imbricate, toate având un vârf (colț) comun, unde al i-lea eneagon al modelului are laturile formate din punctele i distanțate la o unitate unul de celălalt. Numărul nonagonal Nn este dat de următoarea formulă:
{\displaystyle N_{n}={\frac {n(7n-5)}{2}}}
Primii termeni ai șirului de numere decagonale sunt:
0, 1, 9, 24, 46, 75, 111, 154, 204, 261, 325, 396, 474, 559, 651, 750, 856, 969, 1089, 1216, 1350, 1491, 1639, 1794, 1956, 2125, 2301, 2484, 2674, 2871, 3075, 3286, 3504, 3729, 3961, 4200, 4446, 4699, 4959, 5226, 5500, 5781, 6069, 6364.

## Proprietăți
Paritatea numerelor nonagonale alternează în ordinea impar–impar–par–par.
Relația dintre numerele nonagonale și cele triunghiulare.
Numerele triunghiulare sunt generate de relația:
{\displaystyle T_{n}={\frac {n(n+1)}{2}}}
Ca urmare, există relația:
{\displaystyle 7N_{n}+3=T_{7n-3}.}